# محصول شرکت سیماتیک ۵اس
نرم افرار S5 محصول شرکت سیماتیک
سیستم اتوماسیون PLC S5 simatic بر اساس منطق کنترلرهای قابل برنامه‌ریزی است. این محصول توسط شرکت زیمنس تولید و فروخته شده‌است. این گونه سیستم‌های اتوماسیون در کنترل تجهیزات فرایند و ماشین آلات در کارخانجات مورد استفاده قرار می‌گیرند.
در حال حاضر این خط تولید استفاده نمی‌شود و ورژن جدید تر آن یعنی PLC s& simatic توسط کارخانه دارها مورد استفاده قرار می‌گیرد. با این حال PLC S5 هنوز یک پایگاه بزرگ در نصب و راه اندازی کارخانه در سرار جهان است. بیشتر سیستم‌های اتوماسیون مجتمع هنوز هم آمادگی و توانایی پشتیبانی از خط مشی تعیین شده را دارند.

## محتویات
- سخت‌افزار
- نرم‌افزار
- برنامه‌ریزی ساخت یافته
- تکنیک‌های نمایش
- بلوک‌ها
- عملکردها
- توابع اضافی
- مراجع دیگر

## سخت‌افزار
سری S5 در نمونه‌های 155U,135U,115U,105,100U,101U,95U,90U می‌باشد و نمونه‌های بالاتر دارای سیستم‌های پیچیده‌تر و گران تری هستند. در درون هر یک از مدل‌ها چند پردازنده با سرعت‌ها حافظه و قابلیت‌های مختلف موجود می‌باشد. سیستم‌ها دارای عملیات اضافی برای کنترل با قابلیت فوق‌العاده بالا می‌باشد، به عنوان مثال در کارخانجات دارویی.
هر کدام از مدل شامل منبع تغذیه، و برد اصلی با اسلات برای اضافه کردن بردهای انتخابی مختلف می‌باشد. گزینه‌های موجود عبارتند از ارتباطات سریال و اترنت (شبکه داخلی)، ورودی‌های دیجیتال و کارت‌های خروجی، بردهای پردازش سیگنال آنالوگ، کارت‌های شمارنده و دیگر رابط‌های تخصصی و ماژول‌های تابع.

## نرم‌افزار
سری تولید S5 معمولاً با یک ابزار برنامه‌نویسی مبتنی بر کامپیوتر به نام Step5 برنامه‌ریزی می‌شود. Step5 برای برنامه‌ریزی، تست، راه اندازی و برای مستند کردن برنامه S5 در PLCها به کار رفته‌است.
نسخه‌های اصلی Step5 بر روی سیستم عامل‌های CPM اجرا می‌شدند. نسخه‌های بعدی روی MS-DOS و سپس نسخه‌های ویندوز از طریق ویندوز XP اجرا شدند. آخرین نسخه Step5 نسخه ۷٫۲ است. از آن زمان به بعد سری این محصول توسعه بیشتر نکرده و منسوخ شدند.
شرکت زیمنس در عوض Step5 یک بسته برنامه‌نویسی اختصاصی منطق حالت را ارائه داد که Graph5 نامیده شد. Graph5 یک زبان برنامه‌نویسی ترتیبی برای استفاده در ماشین‌هایی که به‌طور معمول از طریق یک سری از مراحل مجزا اجرا می‌شوند در نظر گرفته شده‌است. که این یک ماشین حالت را بر روی پلت فرم S5 شبیه‌سازی می‌کند.
اشخاص ثالثی محیط‌های برنامه‌نویسی را برای S5 برگشت داده‌اند. نزدیکترین شبیه‌سازی Step5 اضافه کردن برخی از ماکروها و دیگر پیشرفت‌های جزئی و دیگر توابع مؤثر به شدت متفاوت از Step5 است. برنامه‌های Step5 اجازه اجرا کردن برنامه‌ها به زبان C و زبان BASIC را می‌دهد

## برنامه‌ریزی ساخت یافته
Step5 اجازه ایجاد برنامه‌نویسی ساخت یافته یا بدون ساختار را، از عملیات ساده «و/یا» تا زیر برنامه‌های پیچیده می‌دهد؛ بنابراین Step5 ممکن است شامل هزاران حکم (دستورها) باشد.
برای حفظ حداکثر شفافیت، Step5 شماری از امکانات را برای این ساختار ارائه می‌دهد:
- روش بلوک - توالی عملیات خطی است که به چندین بخش تقسیم شده‌است و در بلوک‌های فردی بسته‌بندی شده‌است.
- بخش‌ها - در داخل بلوک، ریز ساختار توسط برنامه‌نویسی subtasks در بخش‌های فردی ممکن است.
- نظرات - یک برنامه کامل به خوبی بلوک‌ها و بخش‌های منحصربه‌فرد و حالت‌های منحصربه‌فرد می‌تواند به‌طور مستقیم با دستورها ارائه شوند.

## تکنیک‌های نمایش
برنامه Step5 را می‌توان به سه روش مختلف نشان داد:
- لیست دستورها (STL)- برنامه متشکل از دنباله‌ای از کدهای حافظه که دستورها یکی پس از دیگری توسط PLC اجرا می‌شود.
- نمودار نردبانی(LAD)- نمایش نموداری از کار اتوماسیون با نمادهای نمودار مدار
- نمودار تابع بلوک(FBD)- نمایش نموداری از عملیات اتوماسیون با نمادهایی با استاندارد DIN 40700 / DIN 40719

نقش مطلق یا نمادین می‌تواند برای عملوند با هر سه روش نمایندگی استفاده شود.
در LAD و FBD توابع مختلط و تابع فراخوانی بلوک می‌توانند از طریق کلیدهای تابع وارد شوند. آن‌ها بر روی صفحه نمایش به عنوان نماد گرافیکی نمایش داده می‌شوند.

## بلوک‌ها
پنج نوع بلوک در دسترس هستند:
- بلوک‌های سازمان دهی(OB)- برای مدیریت برنامه کنترل
- بلوک‌های برنامه‌نویسی(PB)- شامل برنامه‌های کنترل ساخت یافته با توجه به خصوصیات عملکردی یا فرایند گرا
- بلوک‌های ترتیبی(SB)- برای برنامه‌نویسی کنترل ترتیبی
- بلوک‌های تابع(FB)- غالباً اتفاق می‌افتد و به ویژه بخش‌های پیچیده برنامه
- بلوک‌های داده(DB)- برای ذخیره‌سازی داده‌ها که برای پردازش برنامه کنترل مورد نیاز است.

برخی از PLCهای S5 همچنین انواع بلوک FX(بلوک‌های تابع اضافی) و DX(بلوک‌های داده اضافی) انواع بلوک‌های مجزا نیستند بلکه مجموعه‌ای دیگر از بلوک‌ها، به علت داشتن پردازنده و حافظه و فضای آدرس دهی بیشتر موجودند.
- عملکردها

Step5 بین سه نوع عملیات تفاوت قائل است:
- عملیات پایه (نظیر اتصال، ذخیره، بارگذاری و انتقال، شمارش، مقایسه، عملیات محاسباتی، عملیات ماژول)- این‌ها می‌توانند در هر سه نوع نمایش انجام شوند.
- عملیات تکمیلی و توابع پیچیده (نظیر حالتهای جایگزینی، توابع آزمون، عملیات منطقی کلمه به کلمه، توابع (کاهش/افزایش و پرش) - این عملیات تنها می‌تواند در STL اجرا شود.
- عملیات سیستم (دسترسی مستقیم به سیستم عامل) - این عملیات فقط می‌تواند در STL اجرا شود.

## توابع اضافی
- ذخیره تنظیمات خاص هر کاربر پروژه
- ویرایشگر نماد
- تولید و به روز رسانی خودکار لیست ارجاع متقابل
- مقایسه برنامه‌های کاربر
- انتقال بلوک به ماژول‌های حافظه‌های EPROM و EEPROM برای کنترل‌کننده‌های قابل برنامه‌ریزی
- سیم بندی مجدد ورودی‌ها، خروجی‌ها، پرچم‌ها، تایمرها و شمارنده‌ها
- تست سرویس دهی توابع برای راه اندازی و تعمیر و نگهداری

## مراجع دیگر
- Siemens S5 to S7 Migration
- Hans Berger - Automating with SIMATIC - ISBN 978-3-89578-333-3
- Hans Berger - Automating with SIMATIC S7-1200 - ISBN 978-3-89578-356-2
- Juergen Mueller - Controlling with SIMATIC - ISBN 978-3-89578-255-8
- Direct-Industrial - Continued Support for European Siemens Simatic S5 Users